# V. Olimpijske igre – Stockholm 1912.
V. Olimpijske igre – Stockholm 1912.
V. Olimpijske igre održane su u Stockholmu u Švedskoj. Po prvi puta sudjelovali su natjecatelji sa svih 5 kontinenata, te je tako po prvi put simbol olimpijskih 5 krugova bio potvrđen u punoj mjeri. Na Igrama u Stockholmu su pobjednicima dodjeljivane medalje od čistog zlata po posljednji put; nakon ovih Igara uobičajeno je da je zlatna medalja od pozlaćenog srebra.
Organizator je odabrao ne uvrstiti u program umjetničko klizanje kao jedini predloženi zimski šport, jer su željeli promovirati Nordijske igre. Također, na želju organizatora nisu dozvoljena niti natjecanja u boksu,  koji je ocijenjen kao pregrub i nasilan šport. Zabilježen je i tragičan slučaj: Portugalac Francisco Lazaro je kolabirao tijekom utrke i ubrzo preminuo, što je bio prvi takav slučaj u povijesti Igara.

## Popis športova
Održana su natjecanja u sljedećim športovima:
| - atletika - biciklizam - gimnastika - hrvanje - jedrenje - konjički šport - mačevanje - moderni petoboj |  | - nogomet - plivanje - potezanje konopa - streljaštvo - tenis - vaterpolo - veslanje |

Olimpijci su se natjecali i u umjetnosti.

## Zemlje sudionice
| - Australija - Austrija - Belgija - Bohemija - Kanada - Čile - Danska | - Egipat - Finska - Francuska - Njemačka - Velika Britanija - Grčka - Mađarska | - Island - Italija - Japan - Luksemburg - Nizozemska - Norveška - Portugal | - Rusija - Srbija - Južna Afrika - Švedska - Švicarska - Otomansko carstvo - SAD |

## Popis podjele medalja
(Medalje zemlje domaćina posebno istaknute)
| Olimpijske igre 1912 |                                         |       |        |        |        |
| Plasman              | Država                                  | Zlato | Srebro | Bronca | Ukupno |
| 1                    | SAD                                     | 25    | 19     | 19     | 63     |
| 2                    | Švedska                                 | 24    | 24     | 17     | 65     |
| 3                    | Ujedinjeno Kraljevstvo                  | 10    | 15     | 16     | 41     |
| 4                    | Finska                                  | 9     | 8      | 9      | 26     |
| 5                    | Francuska                               | 7     | 4      | 3      | 14     |
| 6                    | Njemačka                                | 5     | 13     | 7      | 25     |
| 7                    | JAR                                     | 4     | 2      | 0      | 6      |
| 8                    | Norveška                                | 4     | 1      | 4      | 9      |
| 9                    | Kanada                                  | 3     | 2      | 3      | 8      |
| 9                    | Mađarska                                | 3     | 2      | 3      | 8      |
| 11                   | Italija                                 | 3     | 1      | 2      | 6      |
| 12                   | Australazija (Australija i Novi Zeland) | 2     | 2      | 3      | 7      |
| 13                   | Belgija                                 | 2     | 1      | 3      | 6      |
| 14                   | Danska                                  | 1     | 6      | 5      | 12     |
| 15                   | Grčka                                   | 1     | 0      | 1      | 2      |
| 16                   | Rusija                                  | 0     | 2      | 3      | 5      |
| 17                   | Austrija                                | 0     | 2      | 2      | 4      |
| 18                   | Nizozemska                              | 0     | 0      | 3      | 3      |
| Ukupno               | Ukupno                                  | 103   | 104    | 103    | 310    |